# Marek Kulikowski
Marek Kulikowski (ur. 30 stycznia 1945 w Burniewie, zm. 7 listopada 2024) – polski lekarz ginekolog i endokrynolog, profesor.

## Życiorys
W 1971 r. ukończył studia lekarskie na Uniwersytecie Medycznym w Białymstoku, w 1976 r. obronił pracę doktorską, w 1989 r. habilitował się. W 1996 r. uzyskał tytuł profesora nauk medycznych. Pracował na Uniwersytecie Medycznym w Białymstoku i w Państwowej Wyższej Szkole Zawodowej im. prof. Edwarda F. Szczepanika w Suwałkach.